# Gaius Julius Solinus
Gaius Julius Solinus var en romersk grammatiker, verksam under 300-talet.
Solinus var författare till Collectanea rerum memorabilium, ett huvudsakligen geografiskt utdrag ur Plinius Historia naturalis och Pomponius Melas De situ orbis. På 500-talet omarbetades detta och fick namnet Polyhistor  eller De mirabilibus mundi. Det utgavs av Mommsen 1864 (2:a upplagan 1895).